# Strafdrohung
Als Strafdrohung (auch: Strafandrohung) bezeichnet man im Strafrecht die Spannweite bzw. Höhe innerhalb der sich eine Strafe bewegen muss. So ist die Strafdrohung für Mord nach österreichischem Recht beispielsweise 10–20 Jahre Haft oder lebenslang (§ 75 österreichisches StGB).